# Ljusdals kommunvapen

Ljusdals vapen är en heraldisk förkortning av Hälsinglands landskapsvapen.

Ljusdals kommunvapen registrerades 1974 för Ljusdals kommun sedan kommunen hade bildats 1972. Det representerar kommunens läge i Hälsingland.

## Blasonering
Blasonering: I svart fält ett avslitet bockhuvud av guld med horn, tunga och tänder röda.

## Bakgrund
Det dåvarande Ljusdal delades 1914 upp i Ljusdals köping och Ljusdals landskommun. Köpingen antog 1958 ett vapen likt det nuvarande men med en bård av guld. Vapnet fastställdes aldrig av Kungl. Maj:t (regeringen) och var således inte juridiskt skyddat. Motivet var hämtat från Ljusdals sockensigill, känt från 1630-talet. Det kan antas att bockhuvudet helt enkelt var en förenkling av landskapsvapnets bild. 1963 återförenades köping och landskommun genom att landskommunen uppgick i köpingen, dock utan någon ändring av vapnet. När den nuvarande kommunen bildades genom sammanläggning med ett antal landskommuner intill, fick dock den namngivande delens vapen representera helheten, men med borttagande av den bård som från början hade varit tänkt att skilja köping från landskommun.

## Vapen för tidigare kommuner inom den nuvarande kommunen

### Färila
Färila landskommun antog 1958 ett vapen som aldrig fastställdes av Kungl. Maj:t. Det var komponerat av Svenska Kommunalheraldiska Institutet och hade följande blasonering: "I blått fält en medelst vågskura bildad, med blå linblomma belagd stam av silver samt däröver en hästsko av guld omslutande en gran av silver". Vapnet syftar på Ljusnan (vågskuran), linodling, hästens betydelse för kommunikationer samt skogsbruket (granen).

### Järvsö
Järvsö landskommun använde också ett vapen som inte hade fastställts av Kungl. Maj:t och som var komponerat av Svenska Kommunalheraldiska Institutet. Det hade en blasonering enligt följande: "I fält av guld en upprest svart järv med röd beväring". Vapnet är talande, en järv för Järvsö, och använder samma bild som fanns i Järvsö sockens äldsta sigill. Tinkturerna är desamma som i Hälsinglands landskapsvapen.

### Ljusdals köping
Köpingen antog 1958 ett vapen likt det nuvarande vapnet för Ljusdals kommun men med en bård av guld. Se vidare ovan.

### Los
Los landskommuns vapen fastställdes av Kungl. Maj:t den 30 januari 1953. Det komponerades av Svenska Kommunalheraldiska Institutet  med följande blasonering: "I fält av silver ett upprest rött lodjur med beväpning av guld." Med beväpning avses detsamma som beväring. Lodjuret syftar förstås på ortnamnet och silverfältet på Axel Fredrik Cronstedts upptäckt av grundämnet nickel i Losfältet 1751. Vapnet upphörde när Los uppgick i den nybildade Ljusdals kommun vid årsskiftet 1970/71.

### Ramsjö
Ramsjö landskommun fick sitt vapen fastställt av Kungl. Maj:t den 18 december 1964: "Sköld medelst kluvning och vågskuredelning kvadrerad av guld och svart, upptagande i vartdera av fält 1 och 2 en inåt vänd korp med lyftad vinge samt i fält 3 och 4 två av vågskuror bildade bjälkar, allt av motsatta tinkturer". Vapnet komponerades av Sundsvalls stadsarkitekt Hans Schlyter med grund i ortnamnet, varvid förledet tolkades som fornsvenskans "ramn", korp.

Färila landskommun (1958-1970)
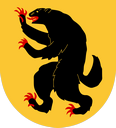
Järvsö landskommun (1955-1970)
Ljusdals köping (1958-1970)
Los landskommun (1953-1970)
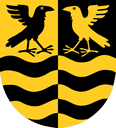
Ramsjö landskommun (1964-1970)